# 상성의 아쿠에리온 Myth of Emotions
상성의 아쿠에리온 Myth of Emotions(일본어: 想星のアクエリオン Myth of Emotions)는 카와모리 쇼지가 제작하고 사테라이트가 애니메이션을 제작한 일본 애니메이션 TV 시리즈로, 상성의 아쿠에리온, 아쿠에리온 EVOL, 아쿠에리온 로고스 이후 아쿠에리온 프랜차이즈의 네 번째 시리즈이다. 감독은 이토소 켄지, 각본은 무라이 사다유키, 쿠도 마사시가 캐릭터 디자인, 오마마 타카시와 카네마츠 슈가 작곡을 맡았다. 2025년 1월 10일 Tokyo MX 및 기타 채널에서 첫 방송될 예정이다. 오프닝 주제가는 'Aquarion : Myth of Emotions Ver.'이다. bless4의 아키노와 후쿠야마 요시키(아키노의 2005년 애니메이션 오프닝 주제곡 "창세기" 리믹스)가 부른 반면, 엔딩 주제곡은 아키노가 부른 "고백"이다. 크런치롤이 시리즈를 스트리밍한다.

## 성우
- 하나모리 유미리
- 와키 아즈미
- 코이치 마코토
- 토요사키 아키
- 코하라 코노미
- 나나미 히로키
- 야스노 기요노
- 에노키 준야
- 이시카와 유이
- 토야마 나오 (성우)
- 오사카 료타
- 이치미치 마오